# Cupra Marittima
Cupra Marittima es una localidad y comune italiana de la provincia de Ascoli Piceno, región de Marcas, con 5400 habitantes.
Cupra Marittima limita con los siguientes municipios: Grottammare, Massignano, Ripatransone.

## Evolución demográfica
| Gráfica de evolución demográfica de Cupra Marittima entre 1861 y 2001 |
|                                                                       |
| Fuente ISTAT - elaboración gráfica de Wikipedia                       |